# Литвиненко Володимир Іванович (лікар)
Володи́мир Іва́нович Литвине́нко (* 1 січня 1938, Тарасівка, Великописарівський район, сучасна Сумська область — † 12 листопада 2011, Кременчук) — заслужений лікар України, з 30 грудня 1997 року — почесний громадянин Кременчука. Нагороджений орденом «Знак пошани» — 1982, медалями «За освоєння цілинних земель» — 1964, «Ветеран праці» — 1986, почесними грамотами державної влади та МОЗ України.

## Життєпис
Походить з родини службовців. 1954 року закінчив середню школу, вступив до інституту. 1960 року закінчив лікувальний факультет Харківського медичного інституту як лікар-педіатр.
За комсомольською путівкою відправився на цілину, до 1964 року працював там як лікар-хірург, згодом головний лікар.
1964 року зарахований в спецординатуру Харківського медичного інституту — на кафедру факультативної хірургії. По закінченні ординатури ПолтаваПолтавським облздороввідділом направлений в Кременчук.
У 1966—1970 роках працював хірургом 2-ї міської лікарні Кременчука.
З жовтня 1970 по 2011 рік очолював Кременчуцький медичний коледж.

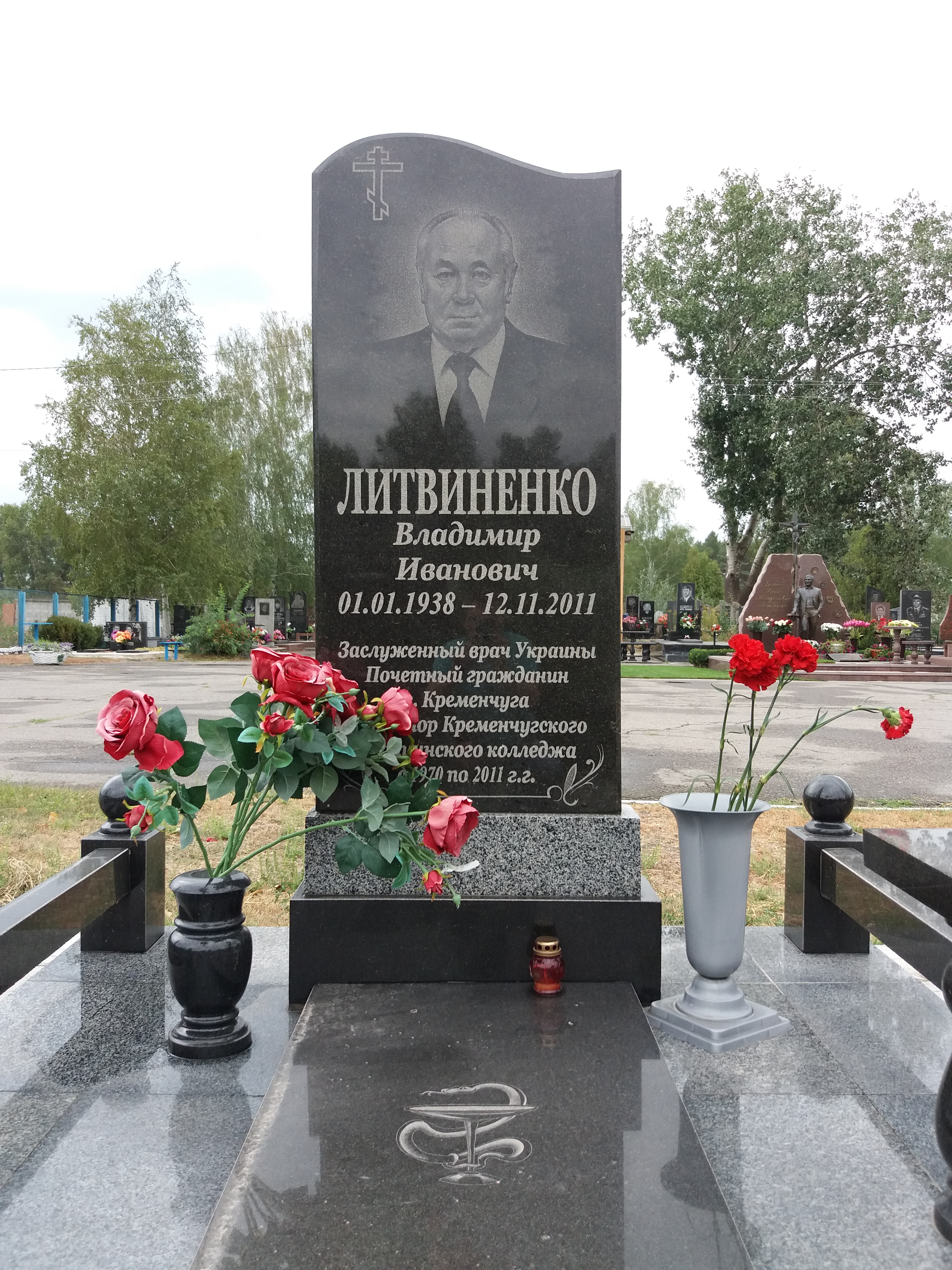
Могила В. І. Литвиненка на Новоміському кладовищі

1996 року отримав вищу кваліфікаційну категорію лікаря-хірурга. 2000 року отримав вищу кваліфікаційну категорію по профілю «Організація та управління охороною здоров'я».
1997 року Кременчуцька міська рада присвоїла йому звання Почесного громадянина Кременчука — «за заслуги в справі підготовки кваліфікованих кадрів для медичних закладів міста та області».
Помер Володимир Іванович Литвиненко 12 листопада 2011. Похований на Новоміському кладовищі в Кременчуці.
8 листопада 2012 у Кременчуцькому медичному коледжі відкрито меморіальну дошку його пам'яті.